# Opérateur alternatif
 (octobre 2008).
Si vous disposez d'ouvrages ou d'articles de référence ou si vous connaissez des sites web de qualité traitant du thème abordé ici, merci de compléter l'article en donnant les références utiles à sa vérifiabilité et en les liant à la section « Notes et références ».
Les opérateurs alternatifs sont des opérateurs de télécommunications qui sont apparus dans certains pays à la suite de la perte des monopoles des opérateurs historiques d'État.

## France

### La fin des monopoles
La libéralisation du marché des télécoms débute en 1987 avec un premier livre vert qui définit les conditions d'ouverture à la concurrence,. Ce document insiste sur les règles d'interconnexion entre opérateurs, la création d'autorités de régulation neutres et la libre commercialisation des terminaux.
Le 2 juillet 1990, les PTT sont scindées en deux entités indépendantes : La Poste et France Télécom. Par la suite, le monopole de France Télécom sur les télécommunications sera à son tour soumis à une ouverture à la concurrence par l'Open Network Provision de l'Europe, qui prévoit sinon une libre concurrence sur les réseaux, du moins une libre concurrence sur les services. C'est cette directive qui a permis, entre autres, l'émergence d'opérateurs alternatifs, qui ne possèdent pas nécessairement leurs propres réseaux (les opérateurs de réseau mobile virtuel ou MVNO).

### La première vague d’opérateurs alternatifs: SFR et Bouygues Telecom
Les premiers opérateurs « alternatifs », bien que ce terme s'applique à des acteurs plus récemment installés, ne sont autres que les premiers concurrents de France Télécom, c'est-à-dire SFR (alors Cegetel), et Bouygues Telecom (alors Bouygues).

### La seconde vague d’opérateurs alternatifs: Tele2 et Neuf Télécom
Le terme d'opérateur alternatif prend tout son sens avec la deuxième vague d'acteurs des télécommunications, qui se sont attachés au début des années 2000 à proposer leurs services sur la téléphonie fixe. Les offres de ces opérateurs ont eu un succès certain, avec notamment Neuf et Tele2 qui ont convaincu jusqu'à un Français sur cinq à la meilleure période. Par la suite, les regroupements sur le marché, le dégroupage et les nouvelles offres triple play ont eu raison de ces acteurs qui n'étaient souvent positionnés que sur un genre de service (fixe uniquement, de manière générale).

### La troisième vague d’opérateurs alternatifs: à la conquête de la téléphonie mobile et de l’Internet
Les opérateurs alternatifs continuent pourtant d'animer le marché des télécommunications. En France, la domination de trois opérateurs devenus « historiques » (Orange, SFR, Bouygues Telecom) est régulièrement bousculée par les offres de niche des opérateurs alternatifs. On notera la percée de Free sur l'ADSL, celles de Virgin Mobile et NRJ Mobile sur la téléphonie portable pour adolescents, celle d'Alsatis sur la construction et l'exploitation de réseaux radio permettant l'accès à des solutions IP (accès à internet et téléphonie) dans les zones délaissées par les opérateurs nationaux (lieux où les opérateurs historiques ne s'investissent pas), ou encore celle de Kertel sur la téléphonie mobile vers l'étranger (Maghreb notamment). Cette troisième vague est l'ouverture des opérateurs alternatifs sur le marché des professionnels.
Il en existe plusieurs centaines en France comme Kertel, Bretagne Telecom, Dataxion, Novelcom, Syneliance, ZEOP, Dauphin Télécoms... mais tous ne disposent pas de leurs propres réseaux et ressources techniques incluant numérotation. Les opérateurs "virtuels" (proches du modèle de revendeur/distributeur de services) font alors appel à des agrégateurs de services comme Unyc, Sewan, Appliwave, Alphalink, IP Direction, ou Netwo pour produire leurs services auprès des clients finals ajoutant une couche d'intermédiation supplémentaire entre l'opérateur d'infrastructure et le client final.
La plupart des opérateurs alternatifs français proposent des services sur le marché des entreprises et institutions publiques, le marché résidentiel étant largement dominé par 4 opérateurs nationaux.

### La quatrième vague d’opérateurs alternatifs: les full-MVNO
Les full-MVNO sont des opérateurs mobiles qui utilisent et possèdent le plus de technologies en propre. Ils dépendent le moins possible de leur opérateur-hôte sauf pour la partie radio (RAN) du réseau : les antennes et les matériels obligatoirement communs (BTS, Node B, RNC, BSC…), avec l'opérateur hôte et les autres MVNO rattachés à son réseau. On peut les comparer aux opérateurs qui dégroupent les lignes ADSL où les derniers mètres de cuivre ne sont gérés en sous-traitance que par un seul opérateur Orange (ex-France Télécom).

### La cinquième vague d’opérateurs alternatifs: Free mobile
Free mobile était attendu comme un opérateur mobile qui allait casser les prix. Ce qu'il fit le 10 janvier 2012 avec une offre 2 fois moins chère que tous ses concurrents. En 2012 il n'est pas techniquement possible (vu sa faible couverture) que Free propose une offre décente pour accueillir des opérateurs en MVNO ou full-MVNO. Jusqu'en septembre 2012, sa difficulté principale était de trouver des emplacements libres sur la ville de Paris.

### Les acteurs
Voici une liste non exhaustive des opérateurs alternatifs sur le marché français des télécoms. Il est logique de classer les acteurs selon le(ou les) marché(s) sur lesquels ils opèrent.

#### Opérateurs télécoms alternatifs indépendants disposant de leurs propres ressources techniques (ASN/LIR Ripe, IP, etc)
- Novelcom : Opérateur Télécoms sur la région de Paris.
- OPTIMUS DOC : Opérateur Télécoms sur la région de Paris.
- Kertel (racheté par NOMOTECH) : Opérateur Télécoms sur la région de Paris.
- BT BLUE (anciennement Bretagne Telecom[4]) : Opérateur Télécoms sur la région de la Bretagne.
- Dataxion : Opérateur Télécoms et intégrateur SDWAN sur toute la France & en Europe.
- Axialys : Opérateur Télécoms spécialisé dans les centres de contacts.
- Paritel : Opérateur Télécoms spécialisé dans le financement.
- VoiP Telecom : Opérateur Télécoms spécialisé dans le financement.
- Sct Telecom : Opérateur Télécoms spécialisé dans le financement.
- Linkt : Opérateur Télécoms spécialisé dans les entreprises de plus de 500 salariés.
- Hexacom : Opérateur Télécoms spécialisé dans l'accès internet et téléphonie.
- Veliacom : Opérateur Télécoms spécialisé dans le financement.
- Fingerprint : Opérateur Télécoms spécialisé dans l'accès internet et téléphonie.
- ZEtelecom: OPÉRATEUR TÉLÉCOM DÉDIÉ AUX PROFESSIONNELS &AUX ENTREPRISES : Fibre Optique, Téléphonie, Standard, WiFi sécurisée, Routeur 4G / 5G, Forfait mobile.
- OCEA TELECOM : Opérateur Télécoms spécialisé dans l'accès internet et téléphonie.
- SETCOM : Opérateur Télécoms spécialisé dans l'accès internet et téléphonie.
- SIPARTECH : Opérateur Télécoms spécialisé dans la fibre optique Longue distance
- ZAYO : Opérateur Télécoms spécialisé dans la fibre optique Longue distance
- GTT : Opérateur Télécoms spécialisé dans la fibre optique Longue distance
- Groupe Alphalink : Opérateur Télécoms sur le territoire national et Luxembourg qui délivre ses propres boucles de fibre optique.
- VA telecom : Opérateur Télécoms spécialisé dans l'accès internet, le WiFi sécurisé, la téléphonie fixe et mobile

#### Membres de l'Association des opérateurs télécoms alternatifs(AOTA)
- Everko
- Trinaps
- Netalis
- Izarlink
- Muona
- Leonix
- Dauphin Telecoms
- Netensia
- Lasotel
- Ineonet
- Dedalos
- Diatem
- Hexanet
- KNet
- Adenis
- AddOn Telecoms
- Izzycom
- [ZEtelecom] n'est pas membre

#### Fournisseurs d'accès à Internet (FAI)
- Free : CA 2008 : 692 millions d'euros au 1er semestre pour Free (hors Alice). Possède les marques Free et Alice.
- SFR : CA 2008 : 908 millions d'euros au 1er semestre 2008. Possède les marques SFR, Neuf, Cegetel, AOL France et Club Internet.
- Numericable : CA 2008 : 640 millions d'euros au 1er semestre 2008. Possède les marques Numericable, Noos, Completel (comptes publics).

#### Téléphonie mobile
Si l'on considère que SFR et Bouygues ont rejoint Orange dans la catégorie des opérateurs « historiques », au vu de la répartition quasi constante de leurs parts de marché dans la téléphonie mobile, Free Mobile peut être considéré comme l'opérateur alternatif le plus récent de ce secteur. Il est accompagné des opérateurs qui utilisent le réseau physique d'un des opérateurs historiques, ce sont donc des opérateurs virtuels, d'où l'acronyme Mobile virtual network operator (MVNO). Leur liste se trouve dans l'article liste des MVNO en France.